# Бурый ширококлюв
Бурый ширококлюв (лат. Corydon sumatranus) — вид птиц из монотипического рода Corydon семейства рогоклювых (Eurylaimidae). Обитает в Юго-Восточной Азии. Его численность может медленно сокращаться из-за потери местообитаний, особенно из-за вырубки лесов, но его ареал всё ещё достаточно большой, поэтому его считают видом, вызывающим наименьшее опасения.

## Описание

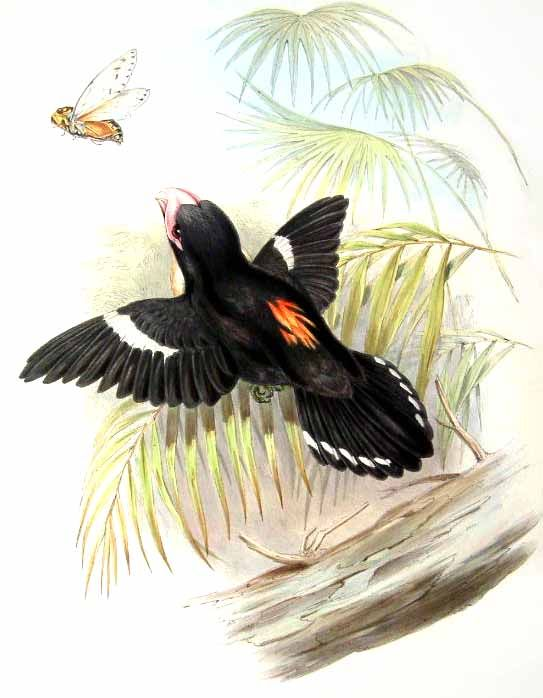
Corydon sumatranus в полёте.
Рис. Джона Гульда, The birds of Asia, vol. 1 pl. 61.

Эта птица, в основном, черновато-коричневого цвета с бледно-желтым горлом, с темноокрашенным телом контрастирует красный клюв с серым окончанием. Вокруг глаз карие (или бледно-пурпурные) кольца. Белые отметины в основаниях первостепенных маховых формируют полосы на крыльях, которые хорошо заметны в полёте. Хвост слабо ступенчатый, на рулевых белые привершинные пятна, у сидящей птицы они формируют несколько белых отметин на нижней стороне хвоста, у летящей — единую белую кайму по сторонам от центральных рулевых. Молодые более коричневые с более темным, менее контрастным горлом и верхней частью груди, с меньшими белыми полями на крыльях и хвосте, с розоватым клювом.

## Среда обитания и распространение
Бурый ширококлюв встречается во влажных и сухих тропических и субтропических широколиственных лесах, тропических болотах и туманных лесах с верхним пределом высоты распространения 2000 метров на уровнем моря в целом по ареалу. В Индо-Китае верхний предел распространения 1200 м. Ареал охватывает Таиланд, Мьянму, Лаос, Вьетнам, Камбоджу и Сингапур, а также на острова Суматра и Борнео.

## Подвиды
Международный союз орнитологов выделяет три подвида:
- Corydon sumatranus brunnescens
- Corydon sumatranus laoensis
- Corydon sumatranus sumatranus

Некоторые учёные выделяют также следующие подвиды:
- Corydon sumatranus ardescens
- Corydon sumatranus morator
- Corydon sumatranus orientalis
- Corydon sumatranus pallescens

## Экология и поведение
Обычно перемещаются небольшими стайками в средних или верхних ярусах леса или подолгу сидят неподвижно на отдельных ветвях, поджидая добычу. Этот вид, как и большинство представителей его семейства, является насекомоядным.
Гнездо — неряшливый вытянутый овал с боковым отверстием, свитый из веток, ротанга или бамбука на высоте 4—15 метров, иногда строится над водой. Яиц в кладке 2-4 тускло-кремовых или бледно-рыжеватых с густыми красновато-коричневыми крапинами, размеры яиц: 27.2-34.9 х 20-24 мм.